# Jason Brooks
 (mai 2013).
Si vous disposez d'ouvrages ou d'articles de référence ou si vous connaissez des sites web de qualité traitant du thème abordé ici, merci de compléter l'article en donnant les références utiles à sa vérifiabilité et en les liant à la section « Notes et références ».
Jason Maxwell Brooks ou plus simplement Jason Brooks (né le 10 mai 1966 à Colorado Springs, dans le Colorado, aux États-Unis) est un acteur américain.

## Biographie
Jason Brooks est né à Colorado Springs dans le Colorado. À l'âge de sept ans, il déménage avec sa famille à Los Angeles.
Il est marié depuis 20 février 1994 à Corinne Olivo avec qui il a eu un fils en mars 1999, prénommé Jaredan.

## Filmographie

### Cinéma
- 1990 : Captain America d'Albert Pyun : Spa man (non crédité)
- 2006 : Lime Salted Love (sv) de Danielle Agnello et Joe Hall : Justin Le barman
- 2006 : Submission : Buddy Blankenship
- 2009 : Star Trek de J. J. Abrams : Romulan Helmsman
- 2011 : Super 8 de J. J. Abrams : Sécurité AIr Force
- 2012 : Le Chihuahua de Beverly Hills 3 de Lev L. Spiro : M. Montague
- 2013 : Intrepid : Chasseur de primes Jason
- 2019 : La Vengeance du diable : Sergio

### Télévision
téléfilms
- 1997 : Alibi (The Alibi) : Connor Hill
- 2011 : Filles des villes et filles des champs (Keeping Up with the Randalls) : Tim Randall
- 2012 : Vengeance aveugle (Home Invasion) : Eric Wallace
- 2013 : Une mère indigne (The Good Mother) : Officier Daniels
- 2013 : Un homme trop parfait (The Perfect Boyfriend) : Chuck Gridge
- 2014 : Blood Lake: L’attaque des lamproies tueuses : Michael Parker
- 2014 : Alerte astéroïde : Commandant Semard

séries
- 1990 : Docteur Doogie : Greg
- 1992 : Alerte à Malibu : Brown Goodman
- 1996 : Des jours et des vies : Peter Blake
- 1997 : Friends : Rick
- 1998 : Demain à la une : Nick Sterling (Saison 3 Épisode 5 - Un monde sans limite)
- 1999 - 2001 : Alerte à Malibu : Sean Monroe
- 2000 : Le Caméléon : Thomas Gates
- 2002 : Charmed (saison 5 épisode 8) : Bacarra
- 2003 : NCIS : Enquêtes spéciales : Major Danny O'Donnell
- 2003 : Le Cadeau de Carole (A Carol Christmas) : John
- 2003 : Les Experts : Miami : Carl Purdue
- 2003 : The Practice : A.D.A Adam Morris
- 2004 : JAG : Première classe John Ditullio
- 2005 : Boston Justice : Justin Murray
- 2006 : Les Mystères de l'Ouest (Téléfilm) : Jeb Fletcher
- 2006 : Les Experts : Manhattan : Paul White
- 2006 : Pepper Dennis : Bryce
- 2007 : The Closer : L.A. enquêtes prioritaires : Scott Mason
- 2008 : FBI : Portés disparus : Connor Banes
- 2008 : Las Vegas : Barry Limnick
- 2009 : Castle : Ian Harris
- 2009 : Ghost Whisperer : Jeremy Bishop (saison 4, épisode 23)
- 2010 : Esprits criminels : John Vincent Bell
- 2010 : Les Experts : Simon Rose
- 2010 : Big Love : Attorney
- 2011 : Body of Proof : Juge Ben Allen
- 2011 : Switched (Switched at Birth) : Bruce
- 2011 : Torchwood : Officier de presse
- 2011 : Super Hero Family : Kyle Rainey
- 2013 : Revolution : Capitaine Richard Lucas

### Jeux vidéo
• Murdered:Soul suspect : Ronan O'Connor

## Récompenses et distinctions
- 1995 : Primé pour Soap Opera Digest Awards dans Des jours et des vies pour son rôle de Peter Blake[2]